# Elena Meuti
Elena Maria Assunta Meuti (Roma, 26 giugno 1983) è un'altista italiana, che può vantare due medaglie d'argento e tre di bronzo ai campionati italiani assoluti (tra indoor ed outdoor).
È stata tre volte campionessa nazionale universitaria e vincitrice di due titoli italiani giovanili. A livello internazionale, è stata finalista sia agli Europei di Göteborg 2006 che alle Universiadi di Bangkok 2007.

## Biografia
È stata allenata dall'ex altista Alessandro Canale che la porta fino alla finale dei campionati europei assoluti di Göteborg 2006.
Al suo primo anno da cadetta nel 1997 ha avuto un primato personale stagionale di 1,61 m; l'anno seguente, 1998, ha migliorato il suo personale di 16 cm portandolo così a 1,77 m con cui ha vinto la medaglia d'argento in Cina a Shanghai in occasione delle Gymnasiadi (esordio in una rassegna internazionale).
Vince il titolo italiano allieve nel 1999 col primato personale stagionale di 1,78 m ed ai Mondiali di categoria, a Bydgoszcz in Polonia, non gareggia.
Dodicesima agli italiani allieve indoor nel 2000 col personale stagionale di 1,76 m.
Vicecampionessa italiana nel 2001 agli indoor juniores e poi 13º posto agli Europei juniores svoltisi in Italia a Grosseto col primato stagionale di 1,83 m.
2002, vicecampionessa italiana juniores all'aperto e poi quarto posto per 2 cm (1,85 m contro l'1,87 m del bronzo dell'australiana Petrina Price) ai Mondiali juniores di Kingston in Giamaica.
Titolo nazionale promesse nel 2003 all'aperto; undicesima agli Europei under 23 tenutisi a Bydgoszcz in Polonia.
Ai campionati italiani promesse 2004, è stata bronzo indoor e quinta all'aperto.
2005, sesta agli italiani promesse indoor ed ottava agli assoluti all'aperto.
Assente ai campionati italiani assoluti indoor del 2006, oro ai nazionali universitari e bronzo agli assoluti outdoor.
Il miglior risultato in carriera, a livello internazionale, è stato il 12º posto ai Campionati europei di Göteborg 2006 (esordio con la Nazionale assoluta), allorché per qualificarsi alla finale, dovette migliorare due volte il proprio personale, portandolo all'attuale 1,92 m (è l'8ª migliore misura di sempre saltata da un'italiana, alla pari di Sandra Dini e Daniela Galeotti).
Doppietta di medaglie agli italiani 2007: ottava agli assoluti indoor, poi oro ai nazionali universitari (primato personale stagionale di 1,85 m) e quindi bronzo agli assoluti outdoor;

alle Universiadi di Bangkok in Thailandia termina al 12º posto.
Nel biennio 2008-2009 si aggiudica entrambe le gare disputate con la Nazionale assoluta all'Incontro internazionale indoor con la Nazionale seniores della Finlandia.
Nel 2008 è stata vicecampionessa assoluta indoor, mentre all'aperto pur essendo iscritta a Cagliari non ha però gareggiato.
Doppia medaglia agli italiani del 2009: argento agli assoluti indoor, oro ai nazionali universitari (personale stagionale di 1,80 m) e quarta agli assoluti all'aperto.
Dal 2010, anno in cui ha saltato gli assoluti (indoor ed outdoor), è stata allenata dai gemelli Giulio e Nicola Ciotti.
Nel 2011, all'età di 27 anni, la Meuti torna a buoni livelli europei, ed al Meeting Indoor di Gand, tappa belga dello IAAF Indoor Permit Meetings, il 13 febbraio, si impone stabilendo il proprio primato personale indoor con 1,88 m e sfiorando l'1,92 m, che le avrebbe fatto strappare il biglietto per gli Europei indoor 2011 di Parigi.

Quinta agli assoluti al coperto e bronzo agli assoluti outdoor.
2012, settima agli assoluti indoor e sesta a quelli all'aperto;

il 22 settembre 2012 viene riscontrata una positività all'antidoping dopo la sua prova nella finale "oro A" del campionato assoluto su pista, svoltosi a Modena.
Nel campione analizzato viene rilevata la presenza THC
Metabolita > DL.
Dal 3 ottobre del 2012 è sospesa per doping, con la durata dell'inibizione ed il periodo della squalifica, entrambi ancora da definire.

## Progressione

### Salto in alto
| Stagione | Misura | Luogo              | Data      | Note |
| -------- | ------ | ------------------ | --------- | ---- |
| 2012     | 1,83 m | Viterbo            | 23-6-2012 |      |
| 2011     | 1,80 m | Rieti              | 14-5-2011 |      |
| 2009     | 1,80 m | Lignano Sabbiadoro | 30-5-2009 |      |
| 2008     | 1,85 m | Velletri           | 22-6-2008 |      |
| 2007     | 1,85 m | Jesolo             | 26-5-2007 |      |
| 2006     | 1,92 m | Göteborg           | 8-8-2006  |      |
| 2005     | 1,76 m | Cesenatico         | 11-6-2005 |      |
| 2004     | 1,85 m | Formia             | 17-7-2004 |      |
| 2003     | 1,84 m | Milano             | 3-6-2003  |      |
| 2002     | 1,85 m | Kingston           | 20-7-2002 |      |
| 2001     | 1,83 m | Grosseto           | 20-7-2001 |      |
| 2000     | 1,76 m |                    |           |      |
| 1999     | 1,78 m |                    |           |      |
| 1998     | 1,77 m |                    |           |      |
| 1997     | 1,61 m |                    |           |      |

### Salto in alto indoor
| Stagione | Misura | Luogo           | Data      | Note |
| -------- | ------ | --------------- | --------- | ---- |
| 2012     | 1,84 m | Ancona          | 22-1-2012 |      |
| 2011     | 1,88 m | Gand            | 13-2-2011 |      |
| 2010     | 1,78 m | Hirson          | 23-1-2010 |      |
| 2009     | 1,85 m | Banská Bystrica | 11-2-2009 |      |
| 2008     | 1,87 m | Ancona          | 2-2-2008  |      |
| 2007     | 1,80 m | Bucarest        | 9-2-2007  |      |
| 2005     | 1,76 m | Firenze         | 14-1-2005 |      |
| 2004     | 1,82 m | Firenze         | 31-1-2004 |      |
| 2003     | 1,82 m | Genova          | 1-3-2003  |      |

## Palmarès
| Anno | Manifestazione     | Sede      | Evento        | Risultato      | Misura | Note   |
| ---- | ------------------ | --------- | ------------- | -------------- | ------ | ------ |
| 1998 | Gymnasiadi         | Shanghai  | Salto in alto | Argento        | 1,77 m | [ 5 ]  |
| 1999 | Mondiali allievi   | Bydgoszcz | Salto in alto | Qualificazione | dns    | [ 6 ]  |
| 2001 | Europei juniores   | Grosseto  | Salto in alto | 13ª            | 1,83 m | [ 7 ]  |
| 2002 | Mondiali juniores  | Kingston  | Salto in alto | 4ª             | 1,85 m | [ 8 ]  |
| 2003 | Europei under 23   | Bydgoszcz | Salto in alto | 11ª            | 1,84 m | [ 9 ]  |
| 2006 | Campionati europei | Göteborg  | Salto in alto | 12ª            | 1,88 m | [ 10 ] |
| 2007 | Universiadi        | Bangkok   | Salto in alto | 12ª            | 1,85 m | [ 11 ] |

## Campionati nazionali
- 3 volte campionessa universitaria di salto in alto (2006, 2007, 2009)
- 1 volta campionessa promesse di salto in alto (2003)
- 1 volta campionessa allieve di salto in alto (1999)

1999
- Oro ai Campionati italiani allievi e allieve, (Clusone), Salto in alto - 1,78 m[12]

2000
- 12ª ai Campionati italiani allievi-juniores-promesse indoor, (Genova), Salto in alto - 1,76 m[13]

2001
- Argento ai Campionati italiani allievi-juniores-promesse indoor, (Ancona), Salto in alto - 1,78 m[14]

2002
- Argento ai Campionati italiani juniores e promesse, (Milano), Salto in alto - 1,82 m[15]

2003
- Oro ai Campionati italiani juniores e promesse, (Grosseto), Salto in alto - 1,84 m[16]

2004
- Bronzo ai Campionati italiani allievi-juniores-promesse indoor, (Ancona), Salto in alto - 1,80 m[17]
- 5ª ai Campionati italiani juniores e promesse, (Rieti), Salto in alto - 1,74 m[18]

2005
- 6ª ai Campionati italiani allievi-juniores-promesse indoor, (Genova), Salto in alto - 1,75 m[19]
- 8ª ai Campionati italiani assoluti, (Bressanone),
Salto in alto - 1,76 m[20]

2006
- Oro ai Campionati nazionali universitari, (Desenzano del Garda), Salto in alto - 1,89 m[21]
- Bronzo ai Campionati italiani assoluti, (Torino), Salto in alto - 1,84 m[22]

2007
- 8ª ai Campionati italiani assoluti indoor, (Ancona), Salto in alto - 1,72 m[23]
- Oro ai Campionati nazionali universitari, (Jesolo), Salto in alto - 1,85 m[24]
- Bronzo ai Campionati italiani assoluti, (Padova), Salto in alto - 1,85 m[25]

2008
- Argento ai Campionati italiani assoluti indoor, (Genova), Salto in alto - 1,81 m[26]

2009
- Argento ai Campionati italiani assoluti indoor, (Torino), Salto in alto - 1,83 m[27]
- Oro ai Campionati nazionali universitari, (Lignano Sabbiadoro), Salto in alto - 1,80 m[28]
- 4ª ai Campionati italiani assoluti, (Milano),
Salto in alto - 1,78 m[29]

2011
- 5ª ai Campionati italiani assoluti indoor, (Ancona), Salto in alto - 1,71 m[30]
- Bronzo ai Campionati italiani assoluti, (Torino), Salto in alto - 1,80 m[31]

2012
- 7ª ai Campionati italiani assoluti indoor, (Ancona), Salto in alto - 1,76 m[32]
- 6ª ai Campionati italiani assoluti, (Bressanone),
Salto in alto - 1,76 m[33]

## Altre competizioni internazionali
2006
- Bronzo al Meeting Internazionale Città di Rieti,
( Rieti), Salto in alto - 1,91 m[34]

2007
- 6ª al Grand Prix Monica Iagar, ( Bucarest),
Salto in alto - 1,80 m[35]
- 5ª al Meeting Internazionale Città di Rieti,
( Rieti), Salto in alto - 1,80 m[36]

2008
- Oro all'Incontro internazionale indoor Italia-Finlandia, ( Ancona), Salto in alto - 1,87 m[37]
- 8ª al Meeting Internazionale Città di Rieti,
( Rieti), Salto in alto - 1,75 m[38]

2009
- Oro all'Incontro internazionale indoor Finlandia-Italia, ( Tampere), Salto in alto - 1,84 m[39]
- 6ª all'Europa SC indoor, ( Banská Bystrica),
Salto in alto - 1,85 m[40]
- 4ª al Meeting Indoor Praga, ( Praga),
Salto in alto - 1,84 m[41]

2011
- Oro all'Indoor Flanders Meeting, ( Gand),
Salto in alto - 1,88 m[2]